# Kindschen (Kirchspiel Szillen)
Kindschen ist der Name eines untergegangenen Ortes in Ostpreußen im Gebiet der heutigen russischen Oblast Kaliningrad. Die nicht mehr erkennbare Ortsstelle liegt heute im Gebiet des Rajon Neman.
Das Dorf Kindschen (in Unterscheidung des nur zwei Kilometer nördlich gelegenen Gut Kindschen, 1928 bis 1946: Groß Kindschen, russisch: Iskra, zugehörig zum Kirchspiel Ragnit) lag zehn Kilometer südwestlich der Kreisstadt Neman (Ragnit) an einer Nebenstraße (27K-073), die Neman mit Schilino (Szillen, 1936 bis 1946 Schillen) verbindet. Die nächste Bahnstation war Argeningken (1938 bis 1946: Argenhof, russisch: Artjomowka) an der Bahnstrecke Tschernjachowsk–Sowetsk (Insterburg–Tilsit).
Das nach 1785 Kintschen genannte Dorf bestand vor 1945 aus mehreren großen Höfen. Der Ort gehörte bis 1922 zum Kreis Ragnit, danach bis 1945 zum Landkreis Tilsit-Ragnit im Regierungsbezirk Gumbinnen der preußischen Provinz Ostpreußen. In dem Dorf lebten im Jahre 1910 193 Einwohner. Ihre Zahl betrug 1933 noch 188 und belief sich 1939 auf 186.
Kirchlich war die meist evangelische Bevölkerung zur Kirche Szillen (der Ort hieß 1936 bis 1946: Schillen, heute russisch: Schilino) hin orientiert. Die Gemeinde gehörte zur Diözese Ragnit im Kirchenkreis Tilsit-Ragnit in der Kirchenprovinz Ostpreußen der Kirche der Altpreußischen Union.